# Polinices alveatus
Polinices alveatus is een slakkensoort uit de familie van de Naticidae. De wetenschappelijke naam van de soort is voor het eerst geldig gepubliceerd in 1852 door Troschel.